# احساس تصادف با ماشین
احساس تصادف با ماشین (انگلیسی: How It Feels to Be Run Over) عنوان فیلم کوتاه و صامت بریتانیایی است که در سال ۱۹۰۰ ساخته شد. کارگردان، فیلمبردار و تدوین‌گر این فیلم سسیل هپوورت است.